# Blepharita duplex
Blepharita duplex là một loài bướm đêm trong họ Noctuidae.